# 東福山駅
東福山駅（ひがしふくやまえき）は、広島県福山市引野町 にある、西日本旅客鉄道（JR西日本）・日本貨物鉄道（JR貨物）山陽本線の駅である。駅番号はJR-W13。
所在地はJR西日本が引野町五丁目、JR貨物が引野町四丁目 である。

## 歴史
- 1966年（昭和41年）6月15日：国鉄山陽本線大門駅 - 福山駅間に貨物駅として新設[2]。
- 1974年（昭和49年）10月1日：「荷貨一元化」に伴い、荷物扱い開始[2]。
- 1978年（昭和53年）10月2日：荷物扱い廃止[2]。
- 1979年（昭和54年）4月1日：旅客取扱開始[1][2]。請願駅[1]。
- 1987年（昭和62年）4月1日：国鉄分割民営化に伴い、西日本旅客鉄道（JR西日本）・日本貨物鉄道（JR貨物）の駅となる[2]。
- 1992年（平成4年）11月1日：みどりの窓口営業開始[5]。
- 2007年（平成19年）9月1日：ICカード「ICOCA」が利用可能となる。
- 2011年（平成23年）3月11日：南北出入口と改札・ホームを結ぶエレベーターの使用開始[6]。
- 2015年（平成27年）3月14日：快速「サンライナー」停車開始[注釈 1][7]。
- 2016年（平成28年）：CTC化に伴い、改札口とホームに新設されたLED式発車標使用開始[8]。
- 2020年（令和2年）
  - 9月：駅ナンバリング導入、使用開始[9][10]。
  - 9月15日：JR貨物の駅の新しい総合事務所棟が完成[11][注釈 2]。
- 2021年（令和3年）
  - 5月31日：この日限りでみどりの窓口営業終了[12][13]。
  - 6月1日：みどりの券売機プラスを導入[12][13]。
  - 6月30日：この日限りで駅スタンプ設置終了[12]。
  - 7月1日：この日より終日無人駅化。

## 駅構造

### JR西日本
相対式ホーム2面2線を有する地上駅。橋上駅舎を備える無人駅である。みどりの券売機プラスを併設する。ICOCA利用可能駅（相互利用可能ICカードはICOCAの項を参照）。以前はみどりの窓口も設置されていた。
バリアフリー対策でエレベーターが設置されている。
運転扱い上では、旅客案内上における下り1番乗り場が「6番線」、同上り2番乗り場が「7番線」とされている。さらに、ホーム北側に上り貨物列車の停車する8番線と上り貨物留置線、南側には上下貨物列車の停車する4・5番線、下り貨物留置線等がある。

#### のりば
| のりば | 路線     | 方向 | 行先             |
| ------ | -------- | ---- | ---------------- |
| 1      | 山陽本線 | 下り | 福山・尾道方面   |
| 2      | 山陽本線 | 上り | 新倉敷・岡山方面 |

上表のホーム番号は旅客案内上のものである。

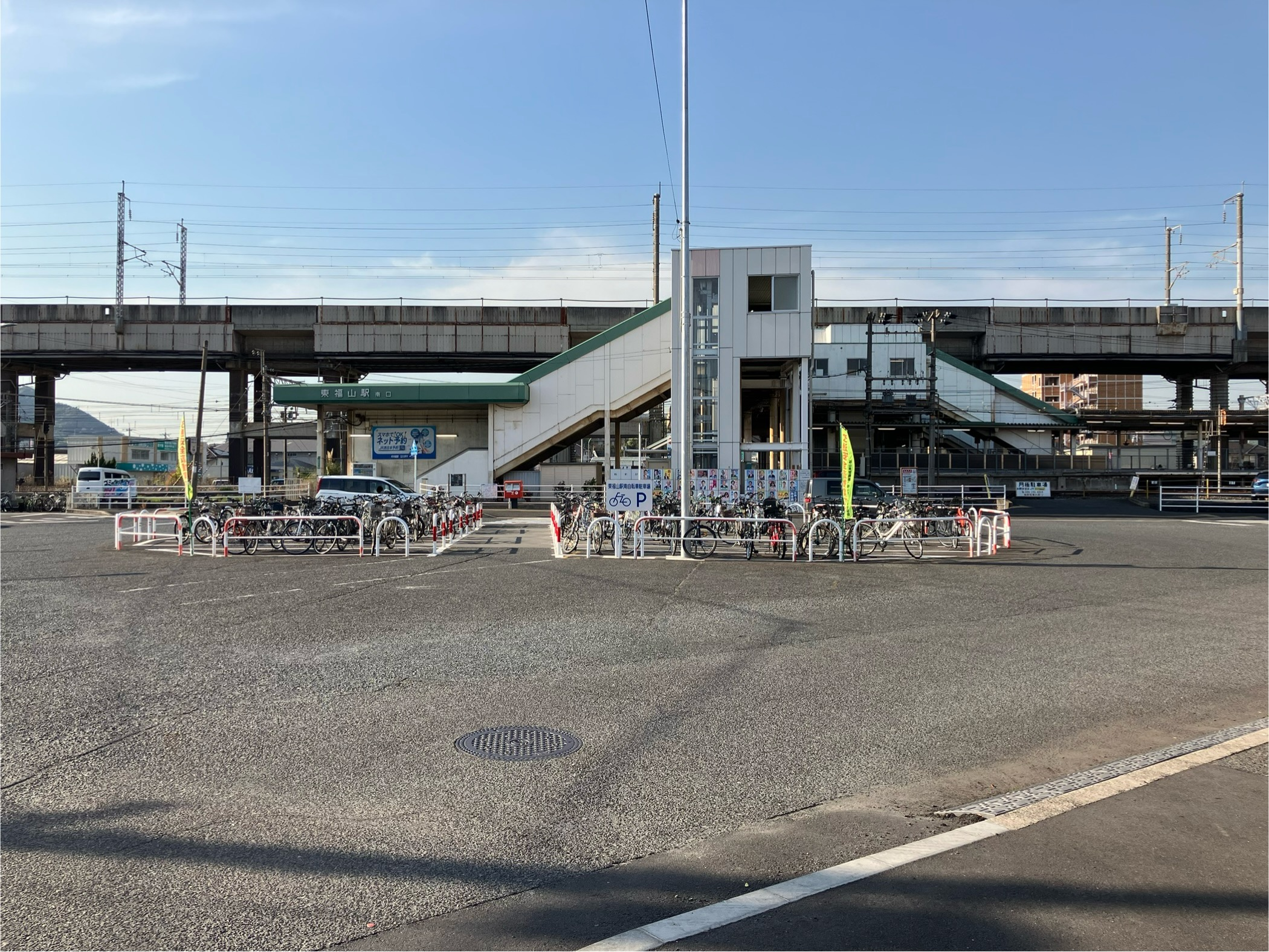
南口（2024年4月）
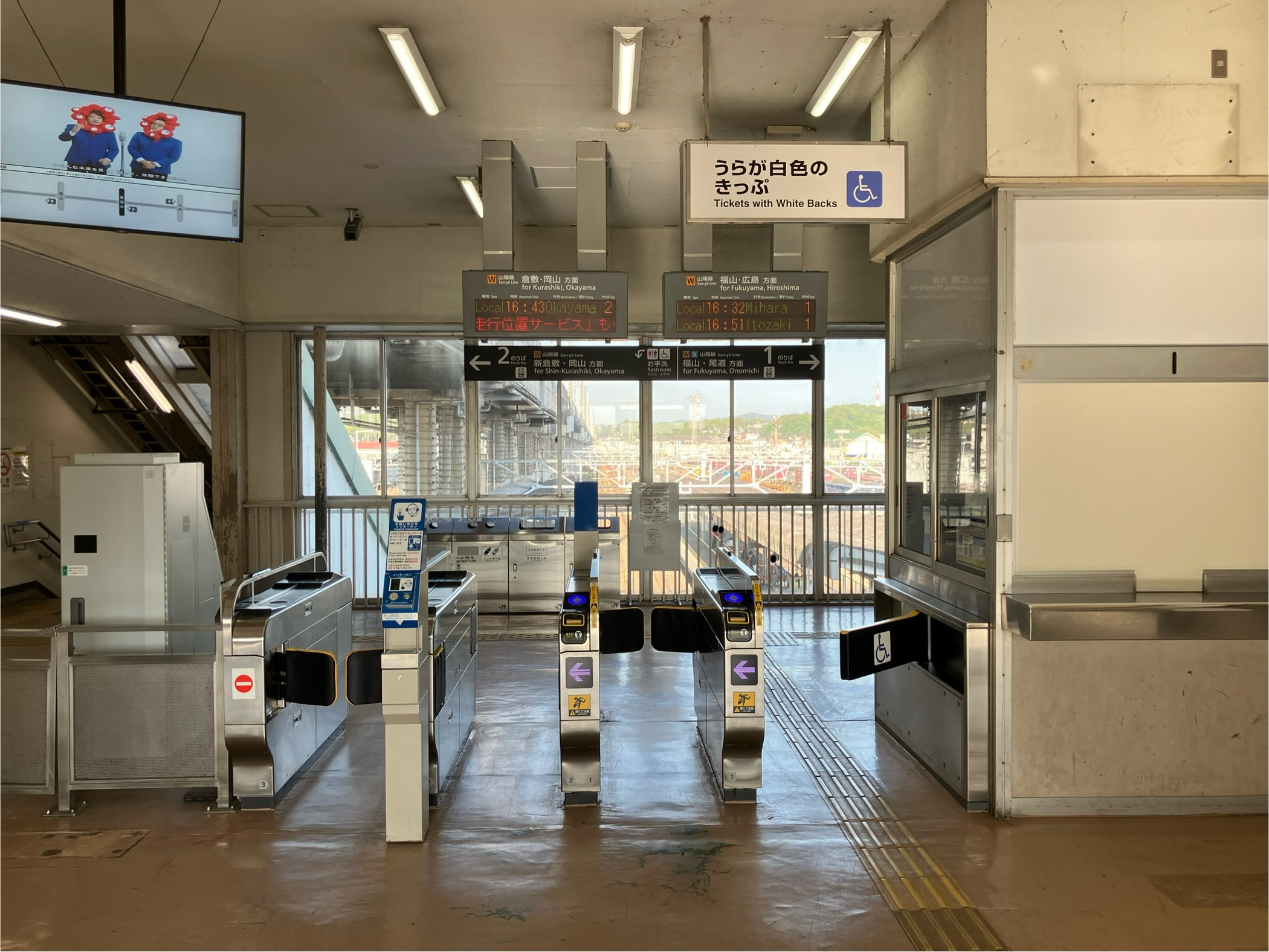
改札口（2024年4月）

### JR貨物

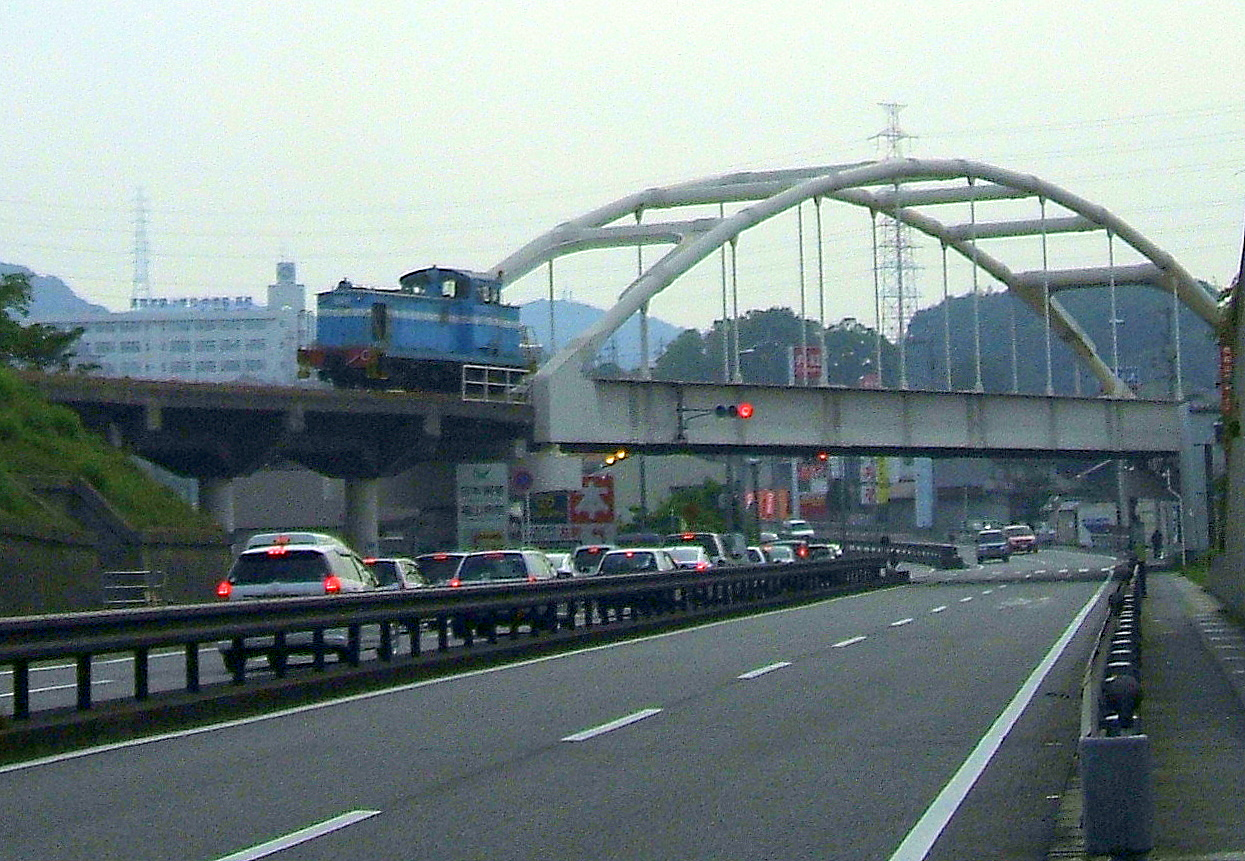
JFEスチール専用鉄道を走行する機関車

JR貨物の貨物駅は、旅客駅南口の東側に位置する。3面のコンテナホーム、4本の荷役線、その他数本の着発線、留置線、機回し線等を有する。建造物は、旅客のものとは別に貨物駅本屋を有し、コンテナホームには上屋を据え付けているところもある。
コンテナ貨物は12 ftコンテナ、20 ft・30ft大型コンテナ、20 ftISO規格海上コンテナ（重量20トンまで）を取り扱う。産業廃棄物・特別産業廃棄物の取扱許可を得ている。福山通運専用貨物列車「福山レールエクスプレス号」が広島貨物ターミナル駅から当駅、岡山貨物ターミナル駅経由で東京貨物ターミナル駅、西濃運輸ブロックトレイン「カンガルーライナーTF60」が当駅から東京貨物ターミナル駅まで、運行されている。
構内入換作業のために岡山機関区のHD300形ハイブリッド機関車が常駐している。

#### 日鋼線
当駅から、福山港に面するJFEスチール西日本製鉄所福山地区（旧・日本鋼管福山製鉄所）へ至る専用鉄道（通称・日鋼線）が分岐している。全長約3.6キロメートルで、明確な運行ダイヤは無く不定期で製鉄所で生産されたJR西日本向けレール搬出が行われており、運行がある場合は朝に1往復されるが、稀に昼間にも1往復する。また、当駅は一部の長物車の常備駅に指定されている。

## 利用状況
以下のデータは、「統計ふくやま」に基づいたものである。

### 旅客輸送
1日平均乗車人員は以下の通り。
| 年度                | 1日平均 乗車人員 |
| ------------------- | ---------------- |
| 1987年（昭和62年）  | 3,109            |
| 1988年（昭和63年）  | 3,405            |
| 1989年（平成 元年） | 3,551            |
| 1990年（平成02年）  | 3,712            |
| 1991年（平成03年）  | 3,907            |
| 1992年（平成04年）  | 4,096            |
| 1993年（平成05年）  | 4,277            |
| 1994年（平成06年）  | 4,181            |
| 1995年（平成07年）  | 4,153            |
| 1996年（平成08年）  | 4,230            |
| 1997年（平成09年）  | 4,205            |
| 1998年（平成10年）  | 4,200            |
| 1999年（平成11年）  | 3,943            |
| 2000年（平成12年）  | 3,759            |
| 2001年（平成13年）  | 3,575            |
| 2002年（平成14年）  | 3,512            |
| 2003年（平成15年）  | 3,626            |
| 2004年（平成16年）  | 3,658            |
| 2005年（平成17年）  | 3,721            |
| 2006年（平成18年）  | 3,795            |
| 2007年（平成19年）  | 3,765            |
| 2008年（平成20年）  | 3,789            |
| 2009年（平成21年）  | 3,666            |
| 2010年（平成22年）  | 3,693            |
| 2011年（平成23年）  | 3,757            |
| 2012年（平成24年）  | 3,816            |
| 2013年（平成25年）  | 4,079            |
| 2014年（平成26年）  | 4,093            |
| 2015年（平成27年）  | 4,265            |
| 2016年（平成28年）  | 4,334            |
| 2017年（平成29年）  | 4,364            |
| 2018年（平成30年）  | 4,395            |
| 2019年（令和 元年） | 4,411            |
| 2020年（令和02年）  | 3,754            |
| 2021年（令和03年）  | 3,606            |
| 2022年（令和04年）  | 3,795            |

### 貨物輸送
年間発送・到着量は以下の通り。全てコンテナ扱いで、車扱いは無い。
- 2001年度：発送 93,775トン、到着 99,918トン
- 2002年度：発送 91,663トン、到着 102,858トン
- 2003年度：発送 90,192トン、到着 10,742トン
- 2004年度：発送 75,593トン、到着 96,025トン
- 2005年度：発送 75,538トン、到着 98,714トン
- 2006年度：発送 89,429トン、到着 109,905トン
- 2007年度：発送 90,739トン、到着 115,300トン
- 2008年度：発送 85,850トン、到着 121,045トン
- 2009年度：発送 80,737トン、到着 97,725トン

## 駅周辺

### 南口
公共施設
- 福山東郵便局
- NTTネオメイト中国

金融機関
- 中国銀行福山東支店
- 広島銀行手城支店
- 山口銀行福山支店

教育機関
- 福山市立引野小学校
- 福山市立一ツ橋中学校
- 朝日医療専門学校福山校

医療機関
- 明神館脳神経外科
- 福山回生病院
- もりかわ内科クリニック

娯楽・宿泊施設
- 福山センチュリーホテル
- 東福山ビジネスホテル
- 備後ハイツ
- 平安祭典福山会館
- ROUND1福山店

小売店
- ニトリ福山店
- ドン・キホーテ福山店
- ABC MART福山明神店
- ハローズ東福山店
  - カーブスハローズ東福山
  - ATM（もみじ銀行）

### 北口
金融機関
- 広島銀行福山蔵王支店
- もみじ銀行蔵王支店
- しまなみ信用金庫

教育機関
- 福山市立緑丘小学校
- 広島大学附属福山中学校・高等学校
- 福山りじょう幼稚園
- 福山歯科衛生士学校

医療機関
- 蔵王病院
- 福山第一病院

娯楽・宿泊施設
- 福山メモリアルパーク - 広場・交通公園・こども遊園地・プール（夏季）兼アイスアリーナ（冬季）で構成された公園[21]。

小売店
- ハローズ引野店 - 同地が登記上本店。
  - ATM（広島銀行、もみじ銀行）
- ゆめタウン蔵王
- メディアカフェポパイ春日店

その他施設
- 福山総合卸売市場

## バス路線

### 南口
夜行便都市間高速バスおよび引野地区乗合タクシーが発着する。
- ジャムジャムエクスプレス
  - JAMJAMライナー：横浜（YCAT）・東京（東京駅鍛冶橋駐車場）/ なんば・梅田（プラザモータープール）・USJ
- WILLER EXPRESS
  - WILLER EXPRESS：大阪（WBT大阪梅田）・京都（京都駅八条口）
- 引野地区乗合タクシー
  - HI 旭ヶ丘団地・ローズタウン方面 - 平日・土曜のみ運行

### 北口
井笠バスカンパニーによって運行されている。
- 2-5 坪生線：福山駅
- 25 坪生線：坪生
- 26-1 右回り東部循環線・26-2 左回り東部循環線：福山市民病院

## 隣の駅
西日本旅客鉄道（JR西日本）
 山陽本線
大門駅 (JR-W12) - 東福山駅 (JR-W13) - 福山駅 (JR-W14)